# Empoasca tastara
Empoasca tastara är en insektsart som beskrevs av Irena Dworakowska 1980. Empoasca tastara ingår i släktet Empoasca och familjen dvärgstritar. Inga underarter finns listade i Catalogue of Life.